# ルノーコリア自動車ギャラリー

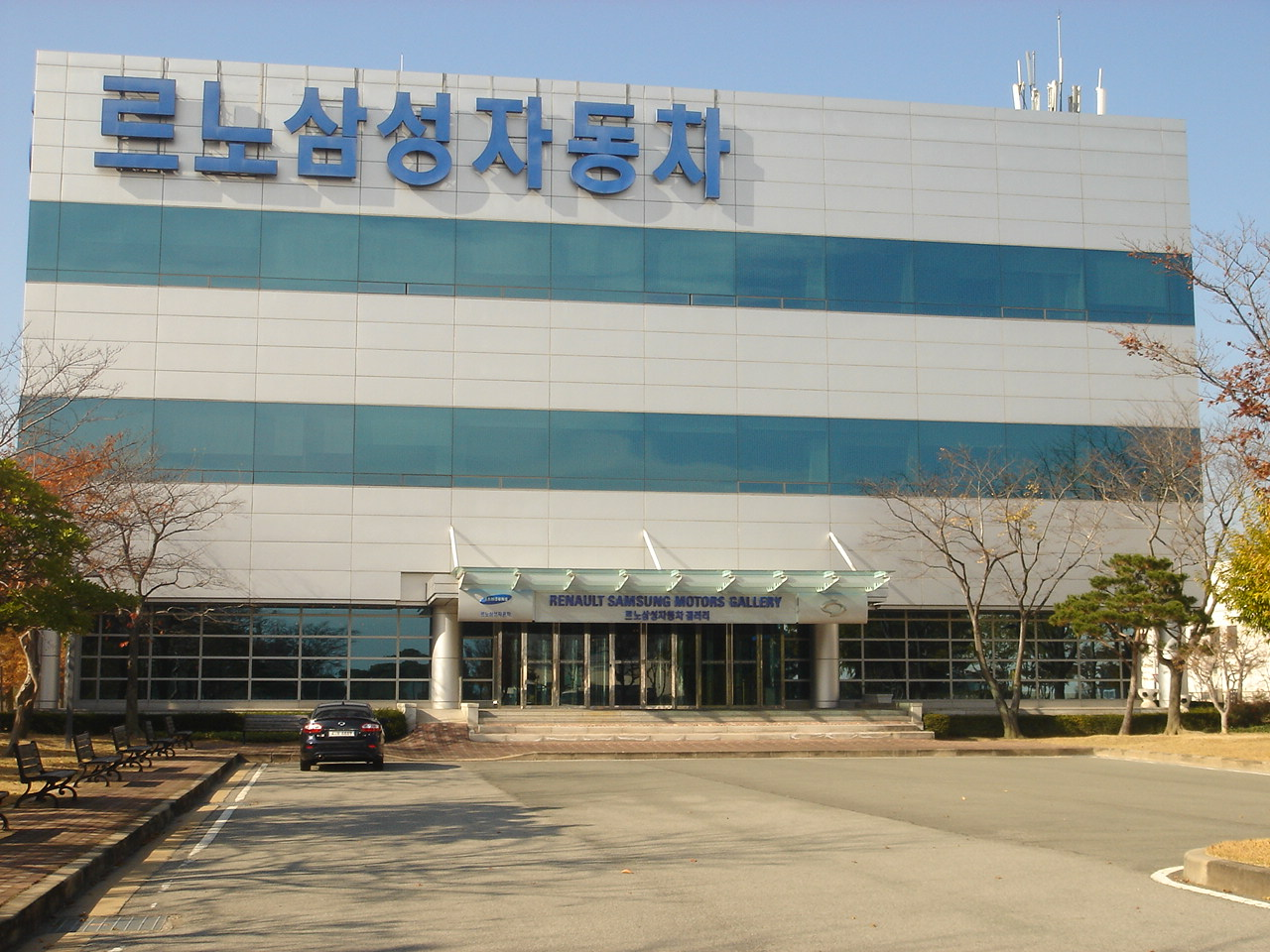
ルノーコリアギャラリー 正面
（2009年11月撮影）

ルノーコリア自動車ギャラリー（ルノーコリアじどうしゃギャラリー、韓国語: 르노코리아자동차 갤러리、英語: RENAULT KOREA MOTORS GALLERY）は韓国の自動車メーカー、ルノーコリア自動車の釜山工場内に併設される博物館である。
通常は「ルノーコリアギャラリー（르노코리아 갤러리）」「RKM GALLERY」と表現されることが多い。

## 概要
2001年6月に「ルノー三星文化館」としてオープン。その後、2006年9月にリニューアルした際、「ルノー三星ギャラリー」に変更。2022年3月の社名変更に伴い、現在の名称となった。
1階にエントランスロビーと事務所を、地階（メインフロア）に各資料と各車の展示・説明スペースが設けられていて、SM7やQM5のカットモデル、エンジン（M9Rディーゼルエンジン、VQエンジンなど）のカットモデル、歴代モデル（初代SM5やキャプチャー（QM3の前身にあたるコンセプトカー）、2代目SM3のソウルモーターショー出品車、トゥインゴの電気自動車仕様など）を展示し、同時に生産工程や環境に対する取り組み、年表などの説明も掲示され、時代に応じてレイアウトの変更を繰り返しながら、ルノーならびにルノーサムスンの歴史や技術をわかりやすく解説している。
ルノーサムスンの公式サイト上にある予約専用ページから予約をすれば工場見学（コース全長：約1.9 km）も可能である（韓国語と英語のガイドに対応可能）。工場見学の予約は2か月前から可能で、幼児 - 一般/団体向けにいくつかの見学プランが用意されている。尚、夏休みと冬休み期間中に限り少人数での見学も受け付けている。
☆は2016年6月撮影、★は2009年11月撮影
2016年6月現在のレイアウト、展示物

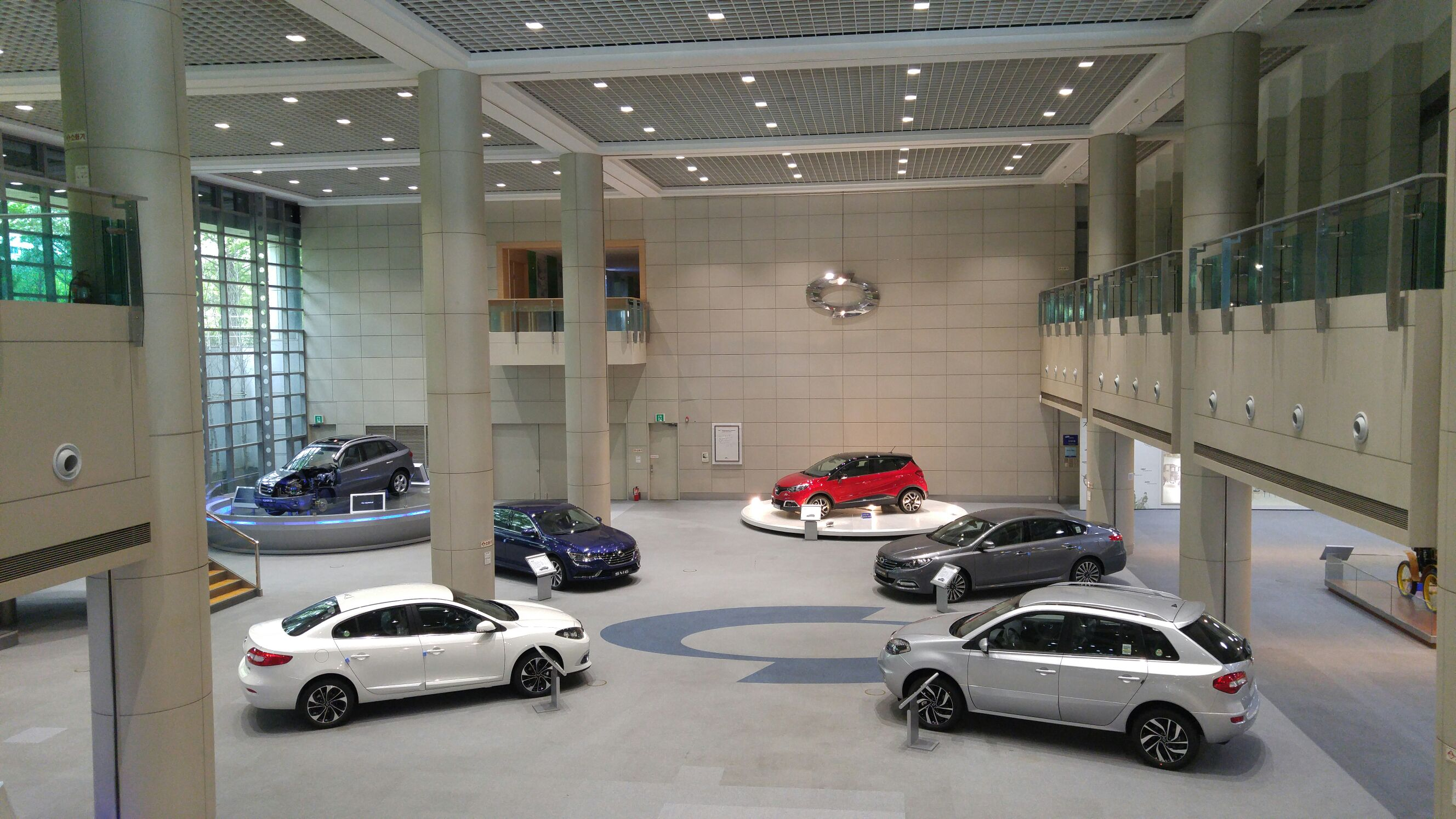
メインフロア① ☆
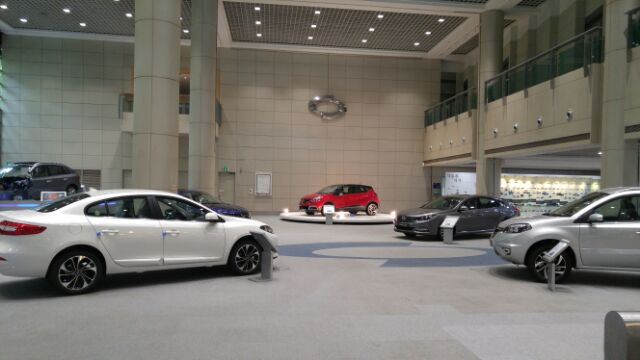
メインフロア② ☆
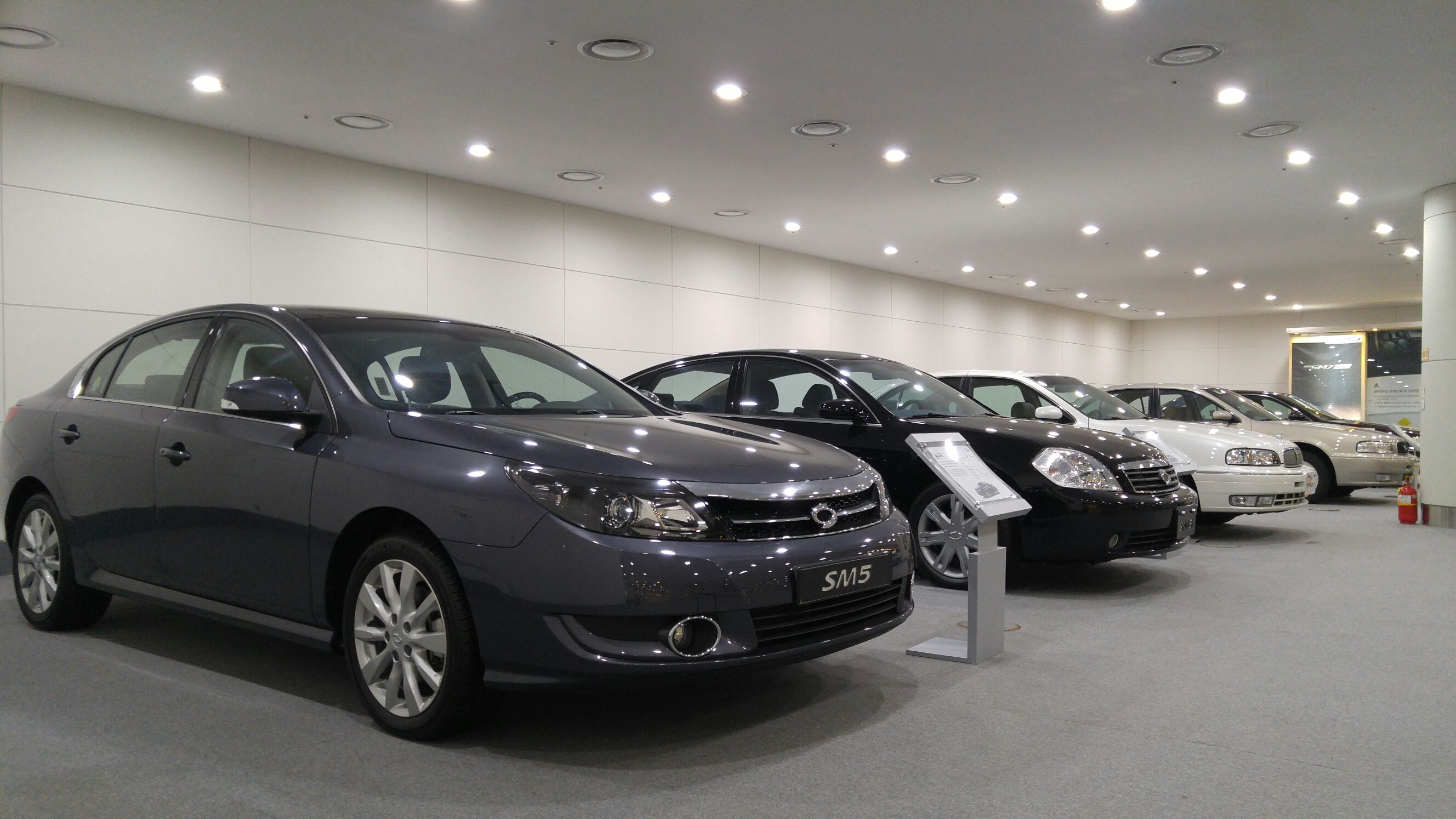
展示車両の歴代SM5 ☆
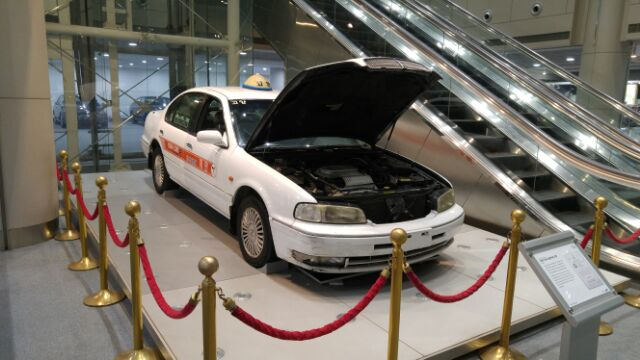
展示車両のSM5タクシー仕様 ☆
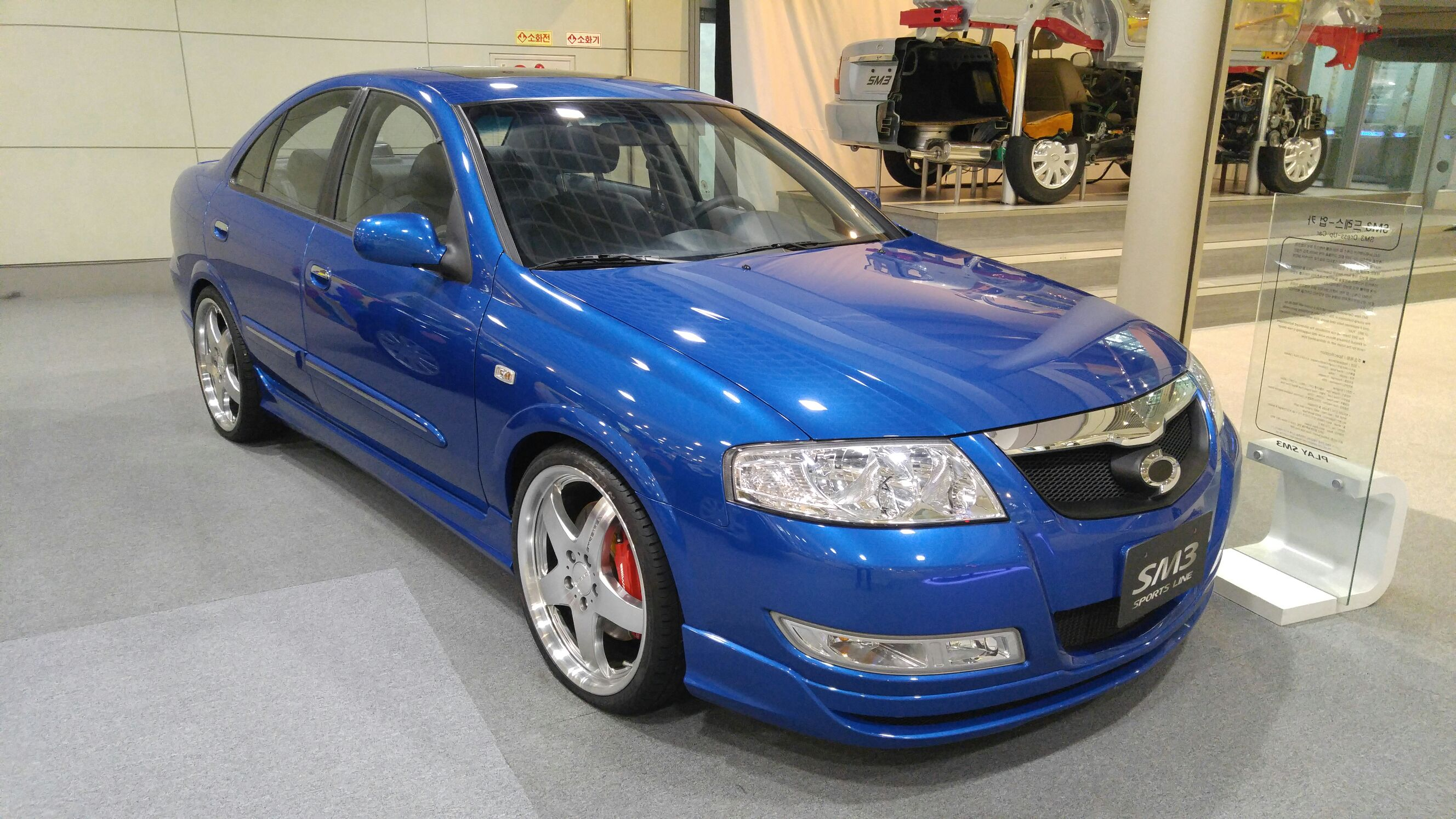
展示車両のSM3 スポーツライン フロント ☆
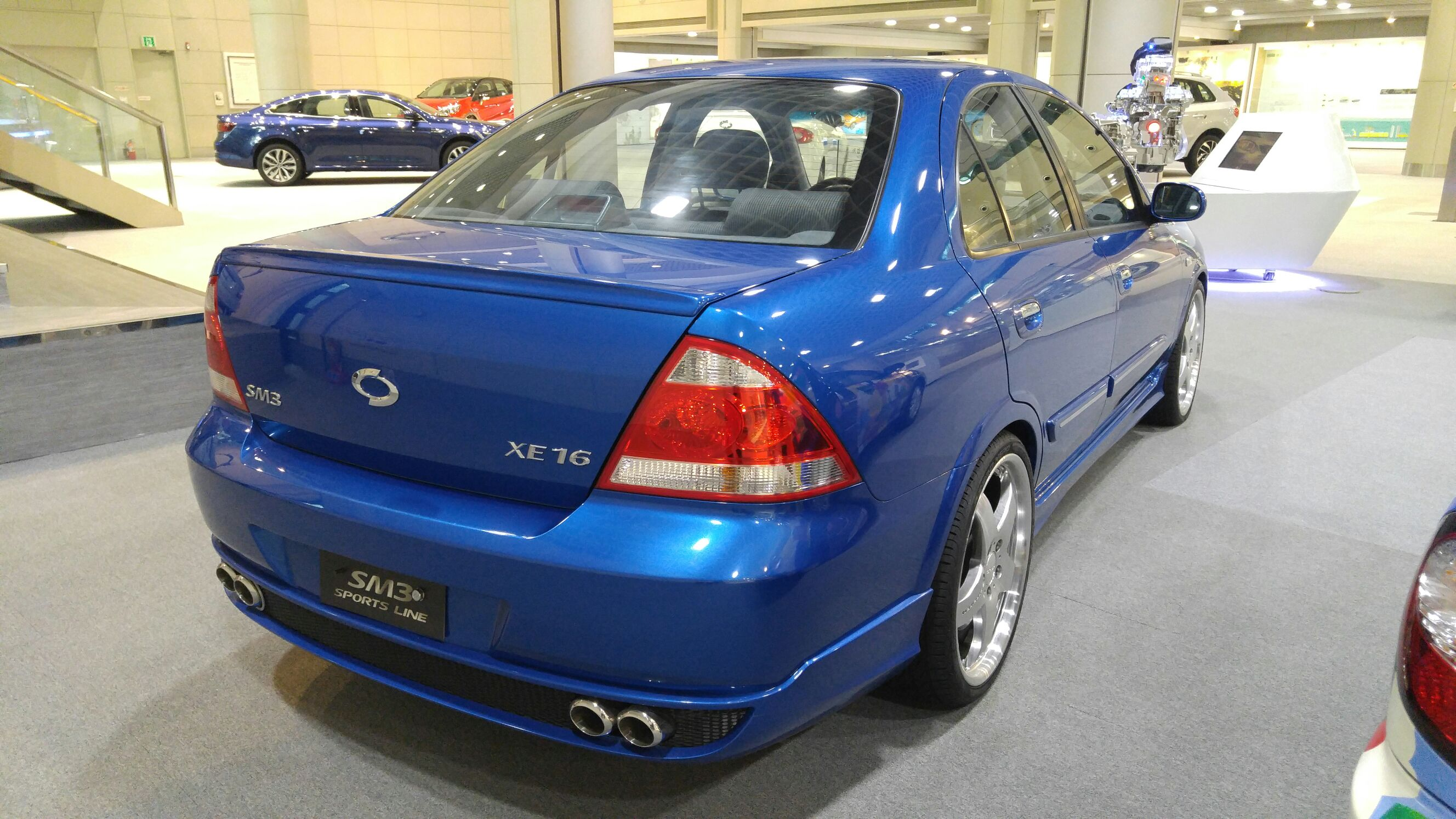
展示車両のSM3 スポーツライン リヤ ☆
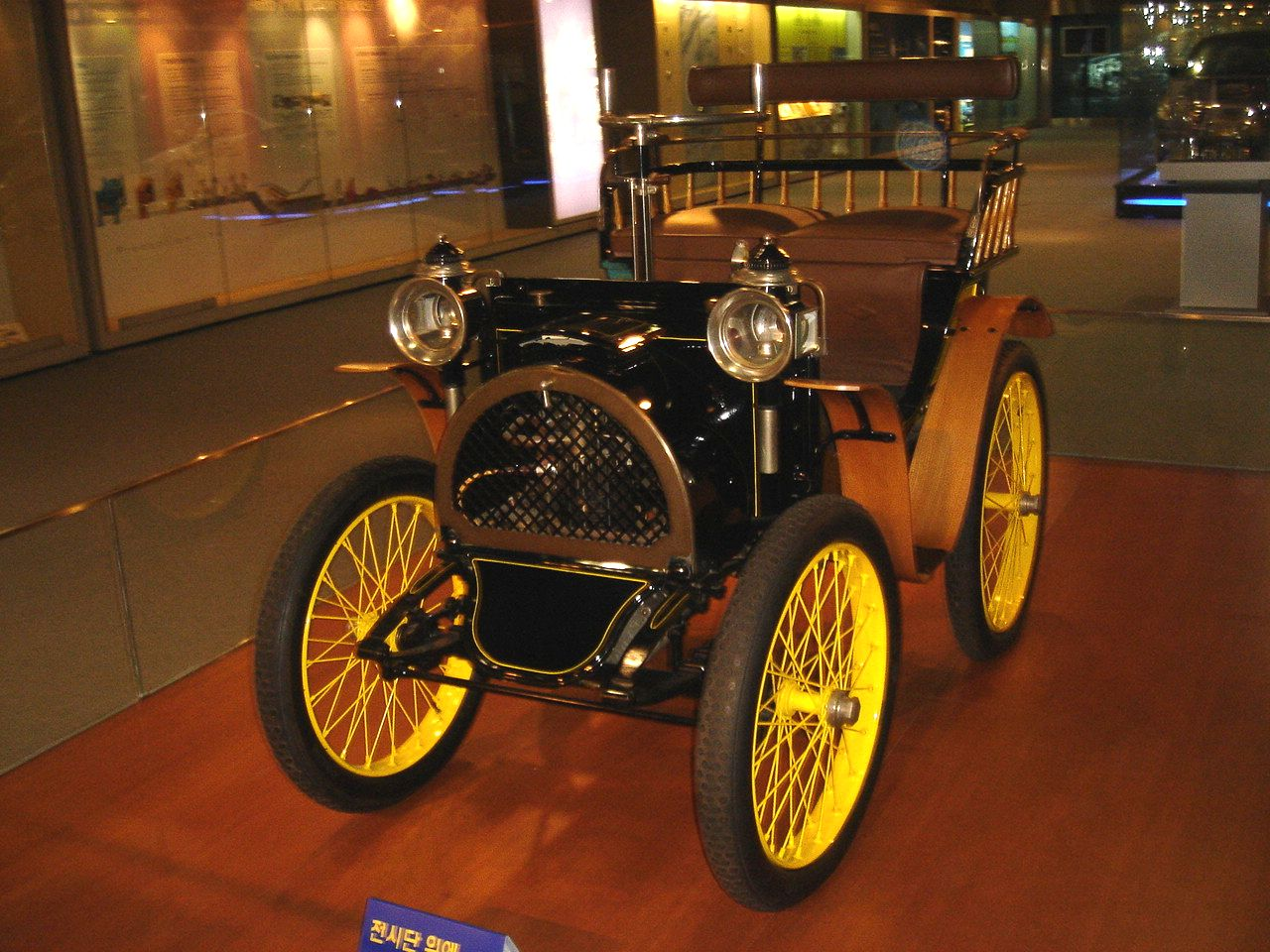
展示車両のルノー・ヴォワチュレット ★
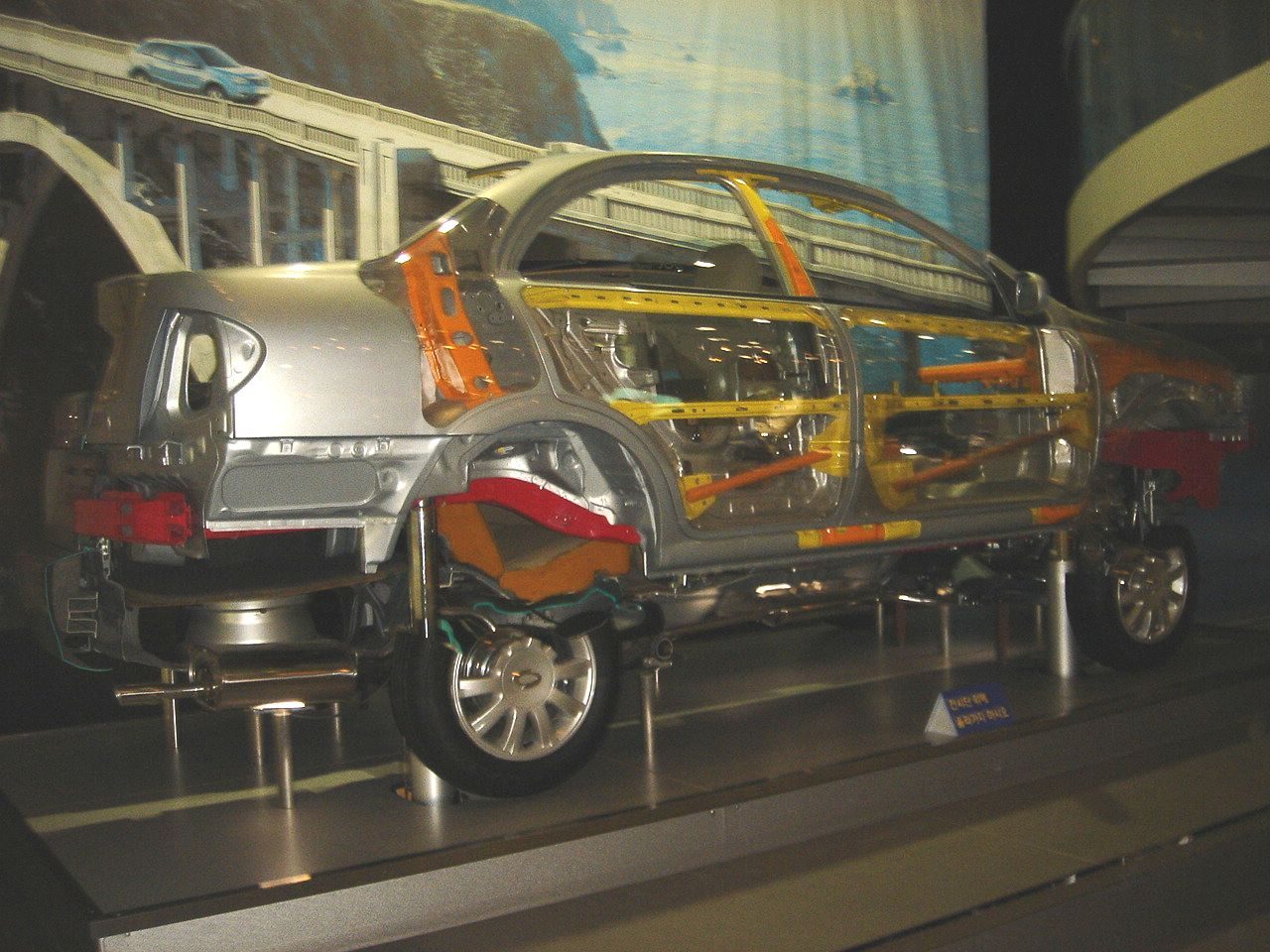
構造説明用のSM3・カットモデル ★
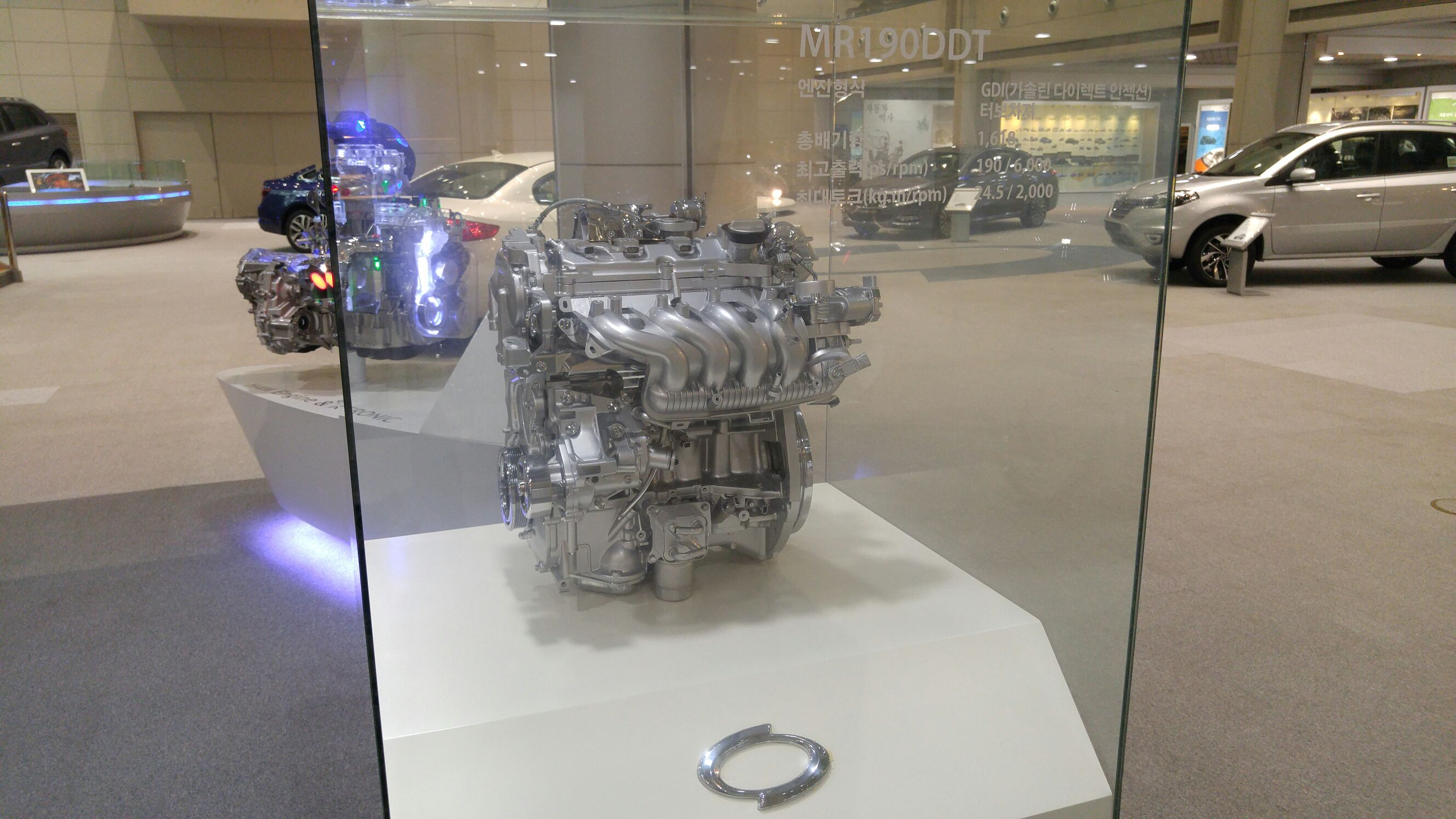
展示物のMR190DDT(M5M) ☆
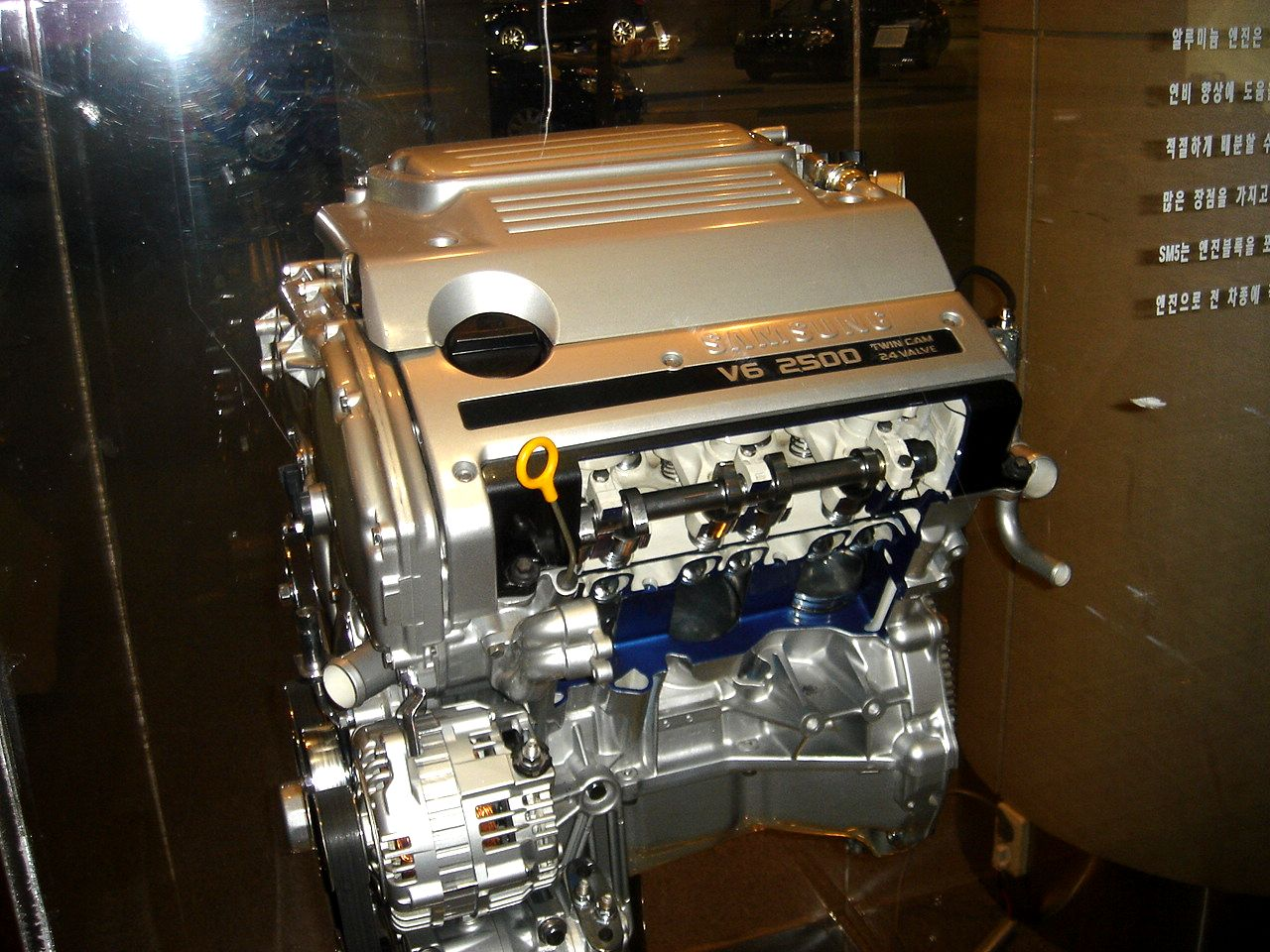
展示物のVQ25エンジン ★
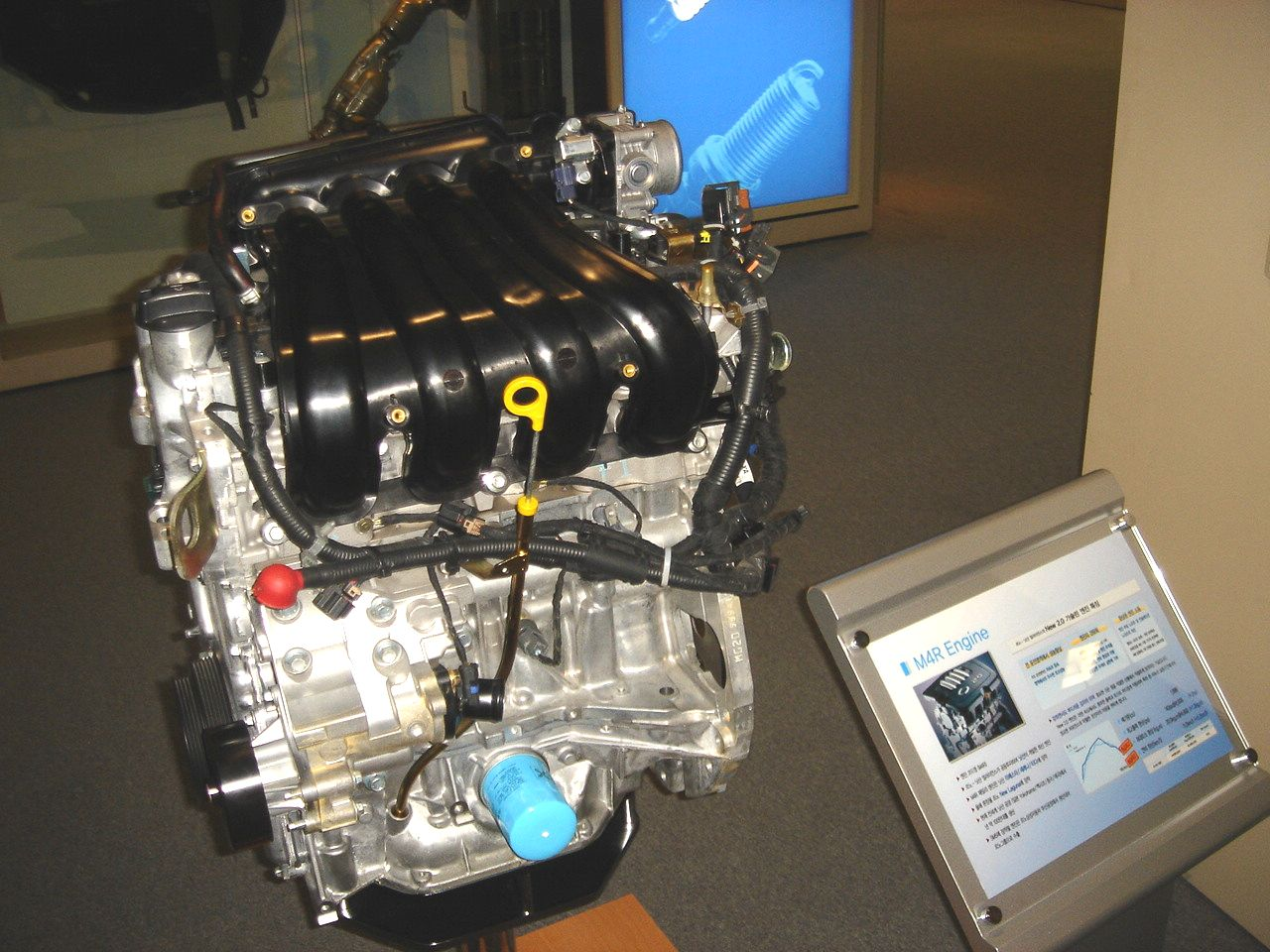
展示物のM4Rエンジン ★
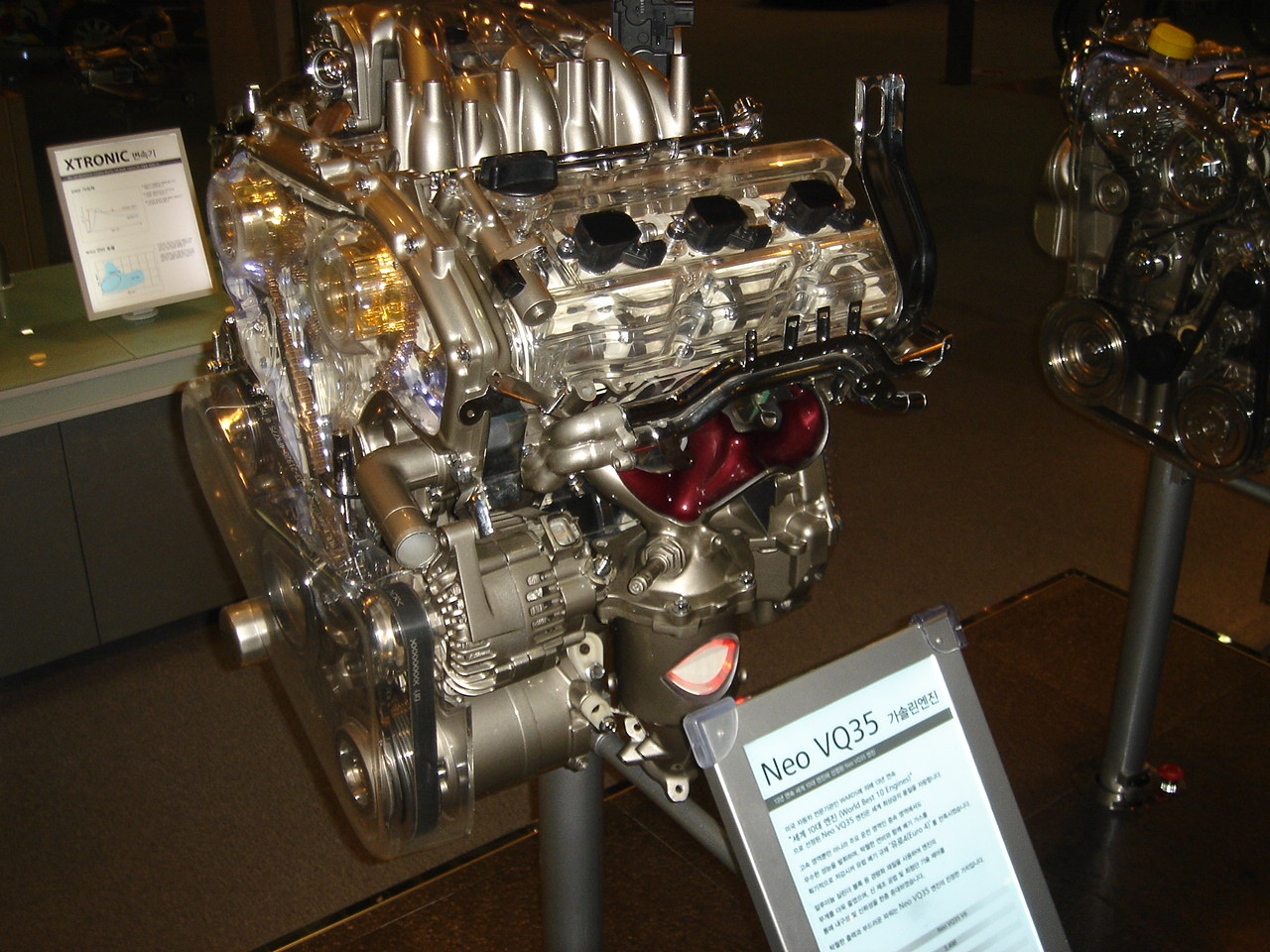
展示物のNEO VQ35エンジン ★
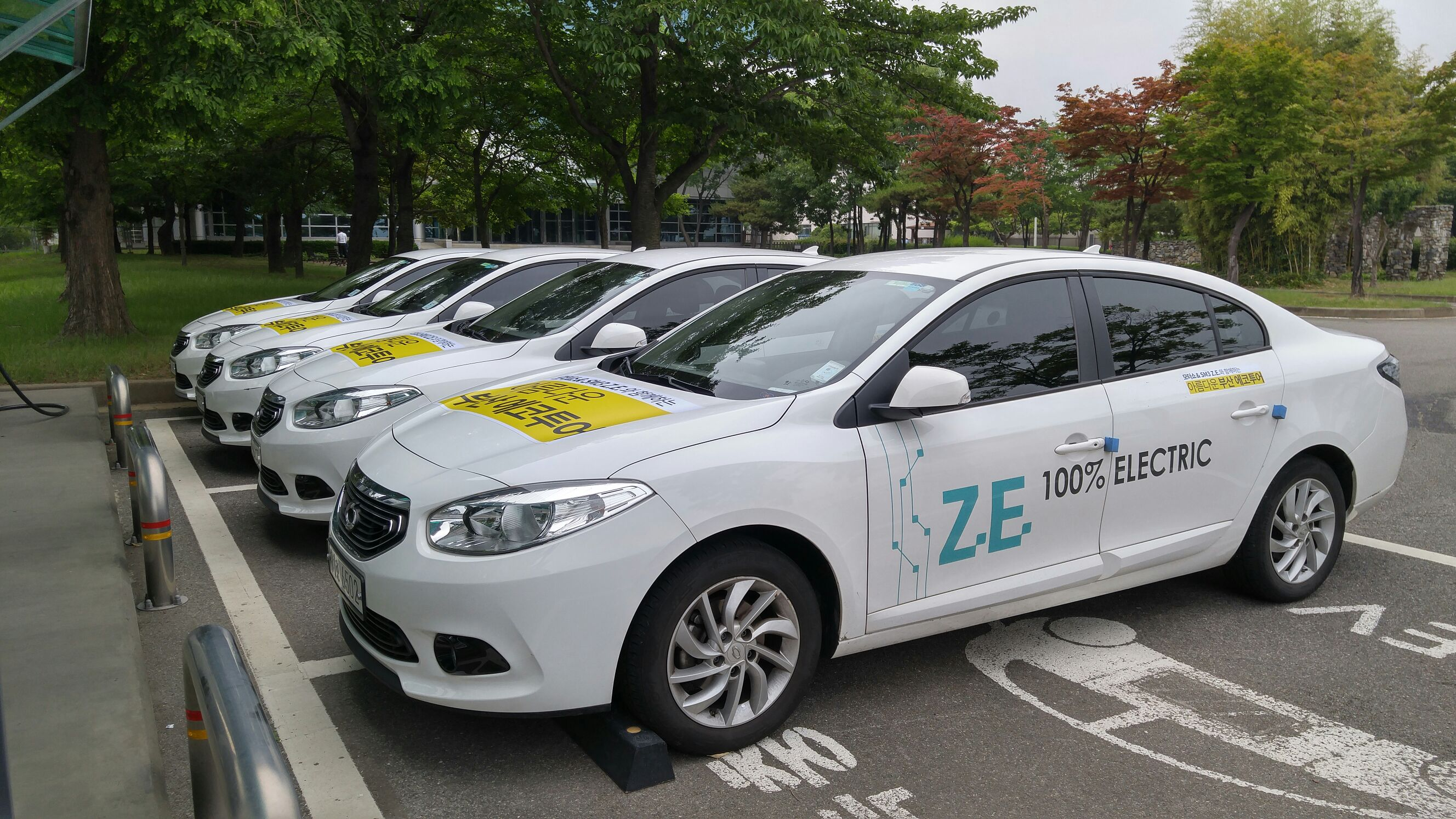
屋外にあるSM3 Z.E.の充電基地 ☆

過去のレイアウト、展示物

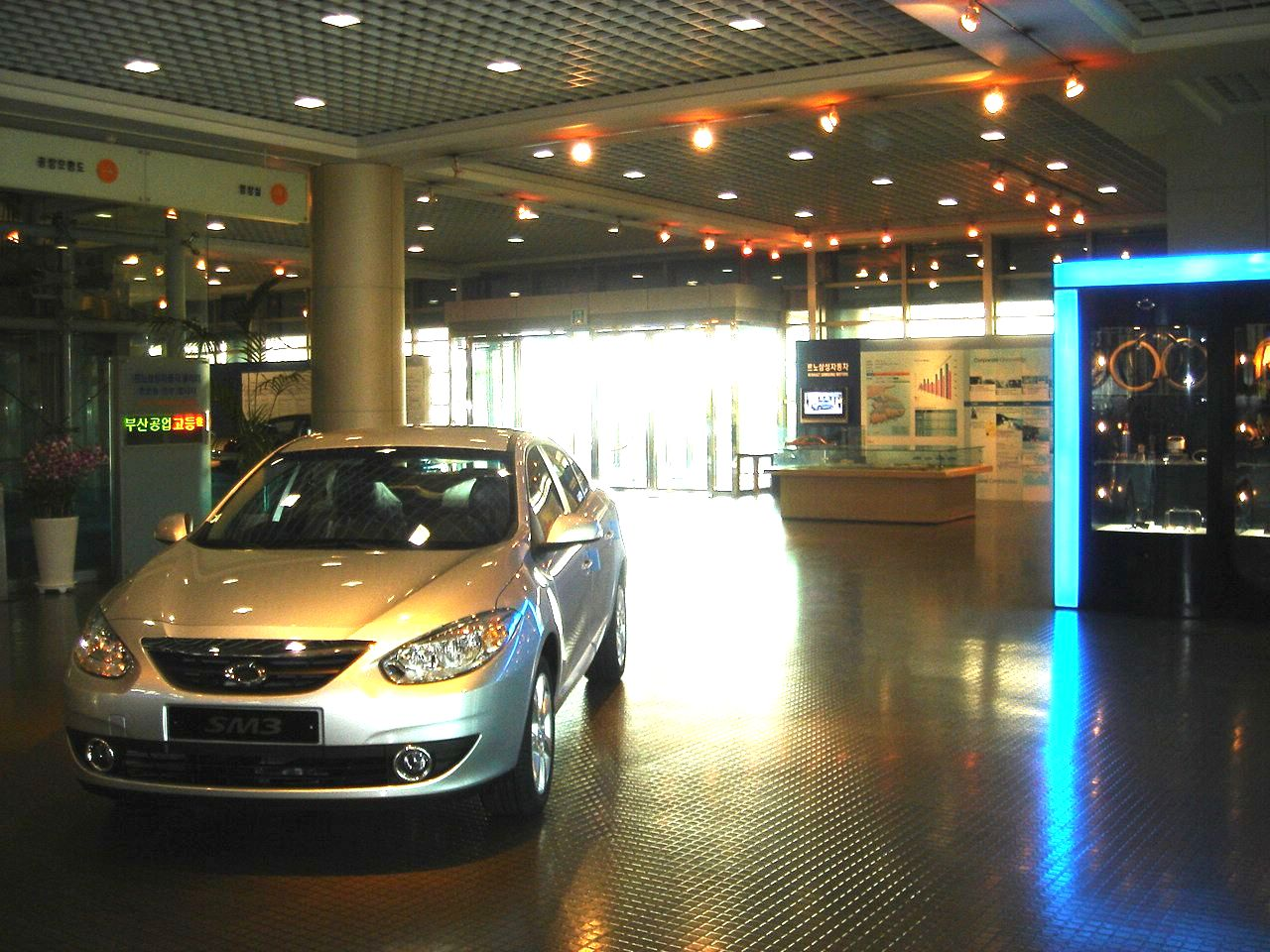
エントランスロビー ★
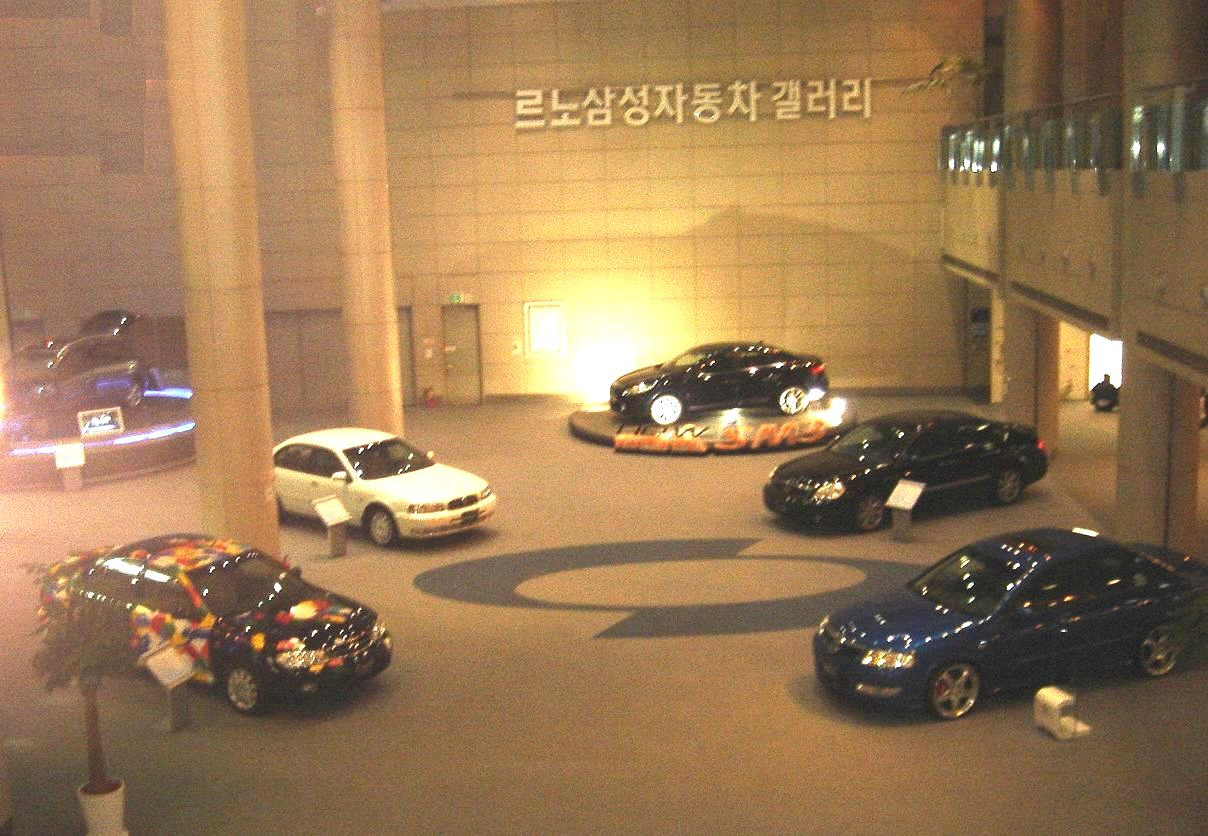
メインフロア ★
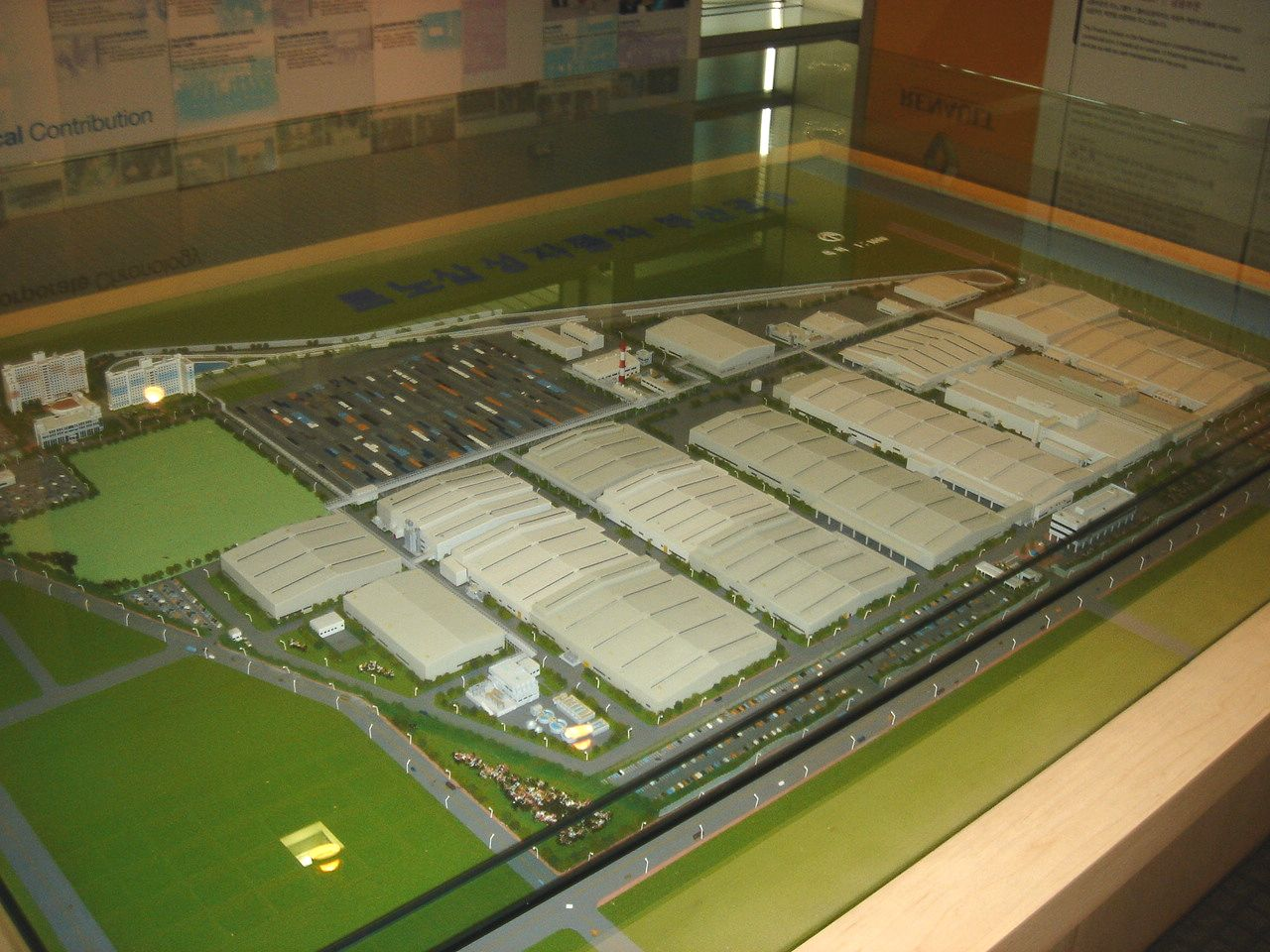
工場全景の模型 ★
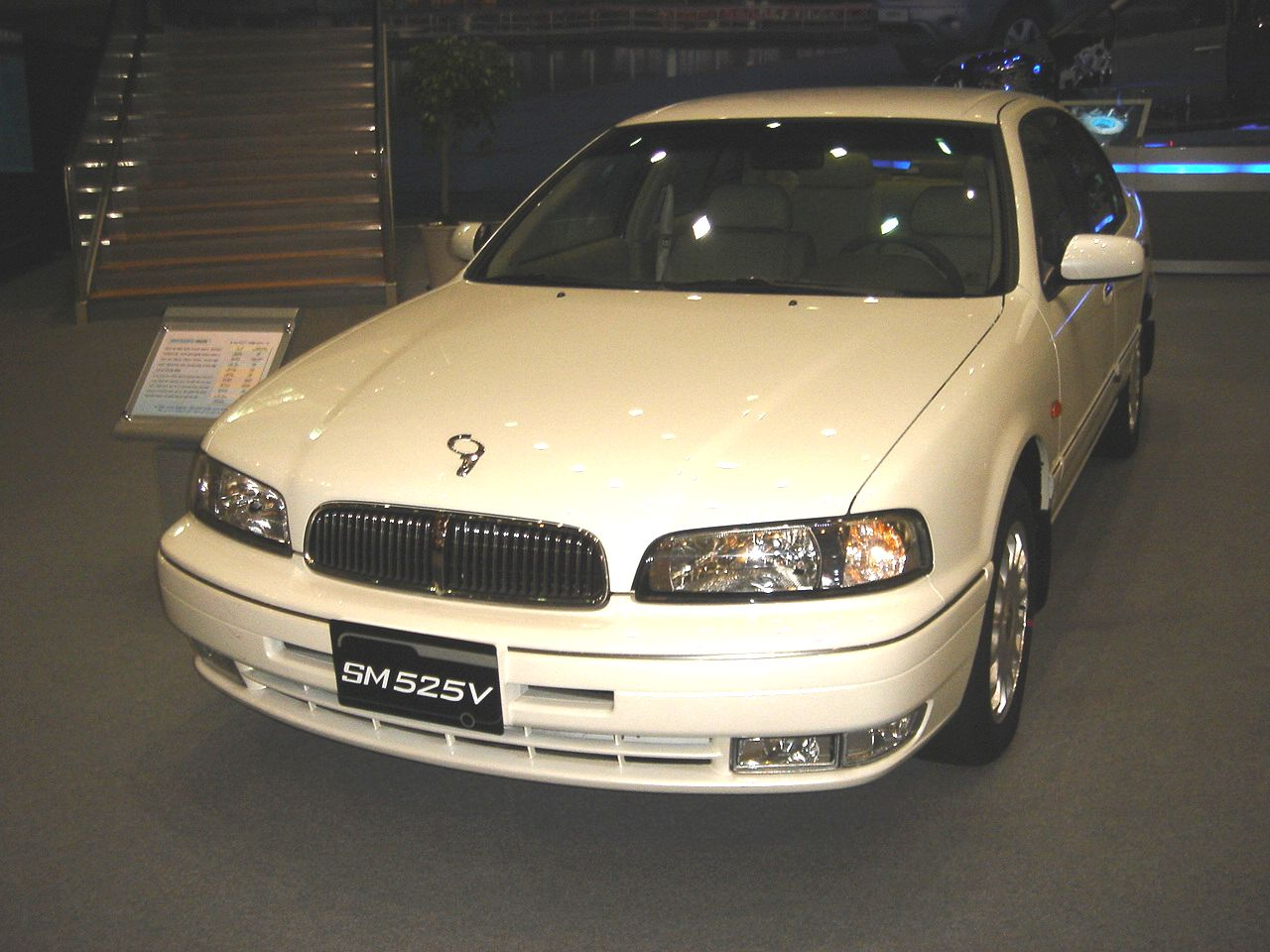
初代SM5 ★
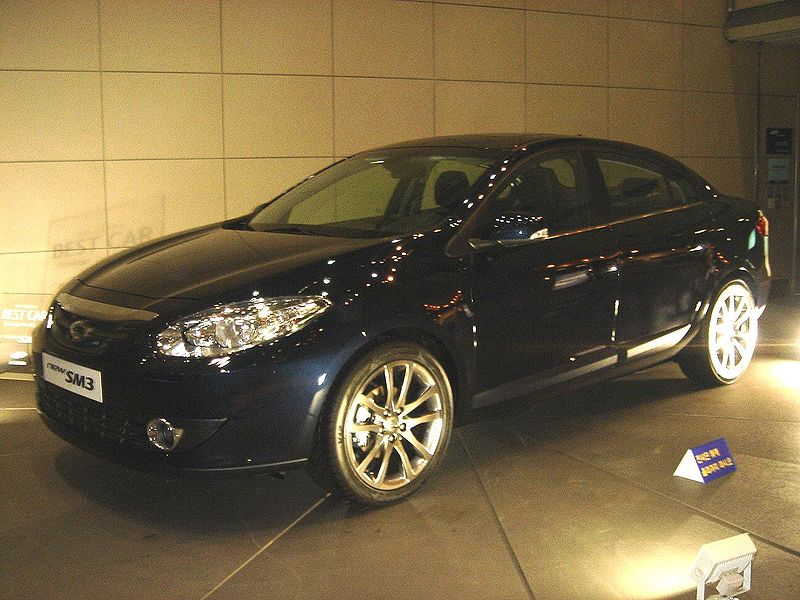
SM3 2009ソウルモーターショー出品車 ★
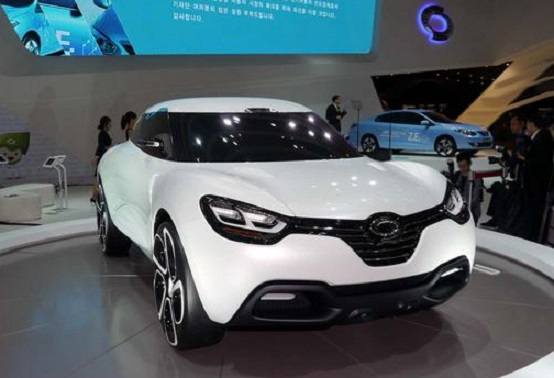
キャプチャー
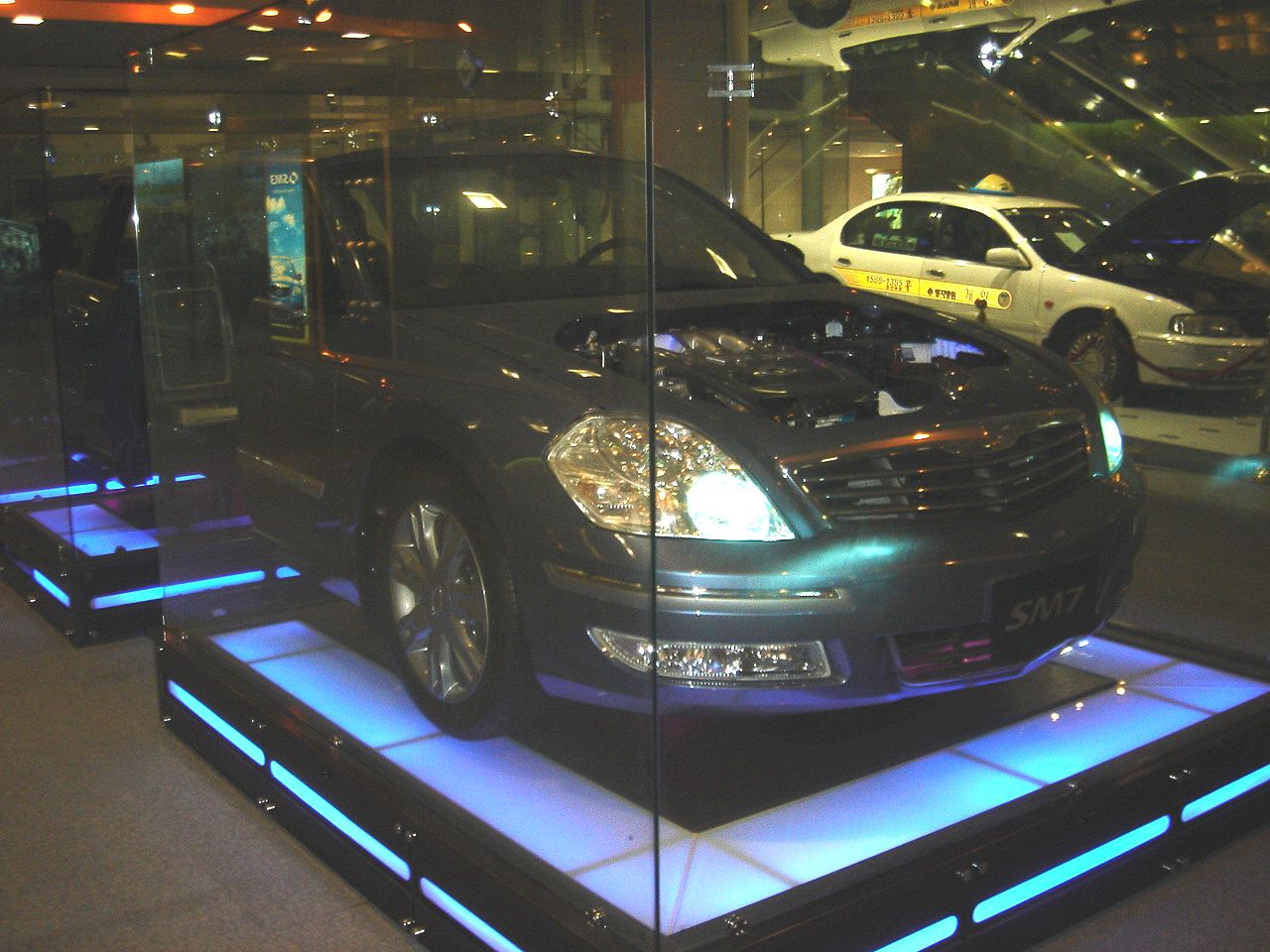
構造説明用のSM7・カットモデル ★

## 入場者数
1か月平均で約2.500人前後の入場者数がある。
- 2001年：8.822人（6月-12月）
- 2002年：24.956人
- 2003年：30.852人
- 2004年：28.051人
- 2005年：25.428人
- 2006年：39.307人
- 2007年：29.493人
- 2008年：30.163人
- 2009年：27.285人
- 2010年：35.800人

※2009年2月16日には入場者数（含、釜山工場見学）が20万人、2010年4月20日には25万人を突破を突破している。

## アクセス
所在地は釜山広域市江西区ルノーサムスン大路61。 
KTX/京釜線・釜山駅から釜山都市鉄道1号線経由で新平駅もしくは下端駅下車。後者の場合、タクシーに加えて路線バス（昌原-下端駅間、路線No.：58-2）も利用可能で、その場合は「サムスン自動車前（삼성자동차전）」で下車するとすぐである（タクシーの場合はどちらの駅から乗っても約8.500ウォン、バスは1000ウォン）。加えて、金海国際空港からリムジンバスで向かうことも可能である。